# حملة طريق كوكودا
كانت حملة طريق كوكودا أو حملة مسار كوكودا جزءًا من حرب المحيط الهادئ في الحرب العالمية الثانية. تألفت الحملة من سلسلة من المعارك بين يوليو ونوفمبر عام 1942 في ما كان يعرف آنذاك بإقليم بابوا الأسترالي. كانت في الأساس معركة برية، بين فرقة البحار الجنوبية اليابانية تحت قيادة اللواء توميتارو هوري والقوات البرية الأسترالية والبابوية تحت قيادة قوة غينيا الجديدة. كان الهدف الياباني هو الاستيلاء على بورت مورسبي من خلال تقدم بري من الساحل الشمالي، والاتجاه إلى طريق كوكودا فوق جبال أوين ستانلي رينج، كجزء من إستراتيجية لعزل أستراليا عن الولايات المتحدة.
رست القوات اليابانية وأسست مرابط بحرية بالقرب من جونا وبونا في 21 يوليو عام 1942. وعارضتها قوة ماروبرا، التي كانت تتكون آنذاك من أربعة فصائل من الكتيبة 39 وعناصر من كتيبة المشاة البابوية، وسرعان ما تقدموا واستولوا على كوكودا ومطارها الحيوي استراتيجيًا في 29  يوليو. رغم التعزيزات، صُدت القوات الأسترالية باستمرار. نجحت الفرقة 21 من القوة الإمبراطورية الأسترالية الثانية (إيه آي إف) بصعوبة في تجنب أسرها  في معركة ميشن ريدج – بريغاد هيل في الفترة من 6 إلى 8 سبتمبر. في معركة لوريبايوا في الفترة من 13 إلى 16 سبتمبر، حارب اللواء 25 بقيادة العميد كينيث إيثر اليابانيين حتى توقفوا لكنه تنازل عن الميدان لليابانيين، وانسحب إلى إميتا ريدج.
تقدم اليابانيون ليصبحوا على مرأى البصر من بورت مورسبي لكنهم انسحبوا في 26 سبتمبر. حيث تجاوزوا خط الإمداد الخاص بهم وأُمروا بالانسحاب نتيجة الانتكاسات التي عانوا منها في غوادالكانال. واجه النهج الأسترالي معارضة قوية من المواقف المهيأة جيدًا حول مفترق تمبلتون وقرية أورا في الفترة من 11 إلى 28 أكتوبر. بعد استعادة كوكودا دون معارضة، دارت معركة كبرى حول أوفي وغوراري في الفترة من 4 إلى 11 نوفمبر، ما أدى إلى انتصار الأستراليين. وبحلول 16 نوفمبر، عبر لواءان من الفرقة السابعة الأسترالية نهر كوموسي في وايروبي، وتقدما على المرابط اليابانية في عملية مشتركة بين أستراليا والولايات المتحدة. صمدت القوات اليابانية في بونا-جونا حتى 22 يناير 1943.
أُعيقت التعزيزات الأسترالية بسبب المشاكل اللوجستية المتمثلة في دعم قوة متمركزة في منطقة معزولة، وجبلية، وحرجة. كان هناك عدد قليل من الطائرات المتاحة لإعادة الإمداد جوًا، وكانت التقنيات الخاصة بها ما تزال بدائية. واعتبرت القيادة الأسترالية أن مدفع فيكرز الرشاشة والمدافع المتوسطة ثقيلة جدًا بحيث لا يمكن حملها ولن تكون فعالة في التضاريس الحرجة. بدون مدفعية، أو قذائف هاون، أو مدافع رشاشة متوسطة، واجه الأستراليون خصمًا مزودًا بالمدافع الجبلية، ومدافع الهاوتزر الخفيفة التي حُملت إلى الجبال وأثبتت أنها ميزة حاسمة. لم تكن القوات الأسترالية مستعدة للقيام بحملة في بيئة غابات غينيا الجديدة. أدت الدروس المستفادة خلال هذه الحملة ومعركة بونا-غونا اللاحقة إلى تغييرات واسعة النطاق في العقيدة، والتدريب، والمعدات، والتنظيم، مع إرث بقي موجود حتى يومنا هذا.
بسبب للتقدم الياباني السريع والفشل الملموس في الهجوم المضاد السريع، ظهرت «أزمة في القيادة»، حيث ناور الجنرال دوغلاس ماكارثر، وهو القائد الأعلى لقوات الحلفاء في منطقة جنوب غرب المحيط الهادئ، والجنرال السير توماس بلامي، قائد القوات البرية المتحالفة، ما أسفر عن إقالة ثلاثة ضباط أستراليين رفيعي المستوى. انتُقدت القيادة العامة لماكارثر وبلامي بسبب التصورات غير المعقولة وغير الواقعية للتضاريس والظروف التي جرت فيها الحملة، ما ألحق الضرر بالقوات الملتزمة بالقتال. أُسطرت حملة طريق كوكودا على أنها ترموبيل في أستراليا وأدرجت في أسطورة أنزاك على الرغم من أن فرضية وجود عدو متفوق عدديًا قد ثبت منذ ذلك الحين أنها غير صحيحة.

## الخلفية

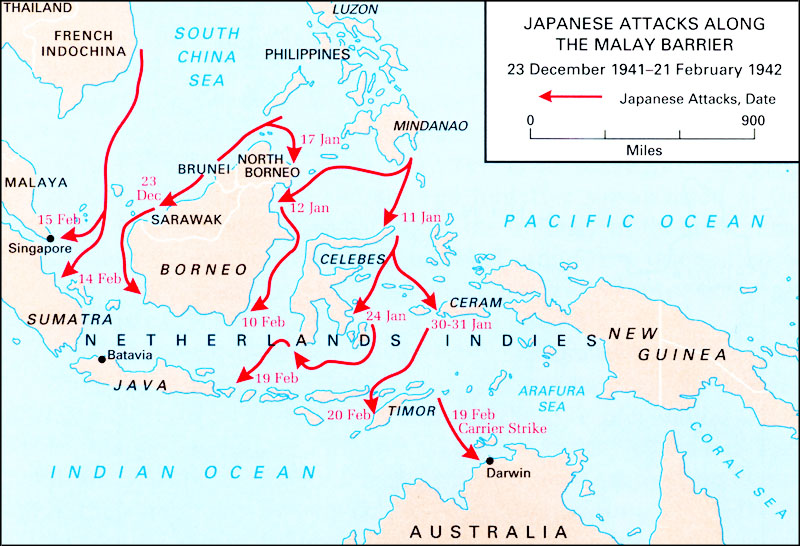
الهجمات اليابانية على طول حاجز الملايو 23 ديسمبر 1941 – 21 فبراير 1942

### السياق الاستراتيجي
بعد سقوط سنغافورة، خشيت الحكومة الأسترالية والعديد من الأستراليين من أن تغزو اليابان البر الرئيسي الأسترالي. كانت أستراليا غير مستعدة لمواجهة مثل هذا الهجوم. فُقدت كامل الفرقة الثامنة المنتشرة في مالايا، وأمبون، وتيمور ورابول، أو أصبحت غير فعالة في حين تقدمت القوات اليابانية بسرعة. كانت القوات الجوية الملكية الأسترالية (آر إيه إيه إف) تفتقر إلى الطائرات الحديثة وكانت البحرية الملكية الأسترالية (آر إيه إن) صغيرة جدًا لمواجهة البحرية الإمبراطورية اليابانية. توسعت آر إيه إيه إف وآر إيه إن بشكل كبير، رغم أن الأمر تطلب سنوات لتصل هذه الخدمات إلى ذروة قوتها. حُشدت الميليشيات ولكن رغم قوتها الكبيرة، كانت عديمة الخبرة وتفتقر إلى المعدات الحديثة. ردًا على التهديد، ناشدت الحكومة الولايات المتحدة للحصول على المساعدة، واستُعيدت الفرقتين السادسة والسابعة من القوة الإمبراطورية الأسترالية الثانية (إيه آي إف الثانية) من الشرق الأوسط. حاول رئيس الوزراء البريطاني ونستون تشرشل تحويلهم إلى بورما، لكن رئيس الوزراء الأسترالي، جون كيرتن، رفض الإذن بهذه الحركة. للمساومة، تمركز لواءان من الفرقة السادسة في سيلان، حيث شكلوا جزءًا من الحامية حتى عادوا إلى أستراليا في أغسطس عام 1942. 
نظر المقر العام الإمبراطوري الياباني في غزو أستراليا في أوائل عام 1942 ولكن قُرر الامتناع عن ذلك في فبراير من ذلك العام، حيث رُئي أن هذا يتجاوز القدرات اليابانية، ولم يُحضر أي تخطيط أو تحضير. وبدلاً من ذلك، في مارس عام 1942، تبنى الجيش الياباني إستراتيجية لعزل أستراليا عن الولايات المتحدة ومنع عمليات الحلفاء الهجومية من خلال الاستيلاء على بورت مورسبي، وجزر سليمان، وفيجي، وساموا، وكاليدونيا الجديدة. أُحبطت محاولة الاستيلاء على بورت مورسبي بهجوم برمائي، عملية مو، في معركة بحر المرجان في مايو 1942. بعد شهر، دُمر معظم أسطول الناقلات اليابانية في معركة ميدواي، ما قلل من احتمالية القيام بعمليات برمائية كبرى في جنوب المحيط الهادئ. بعد ذلك، بدأ اليابانيون في التفكير في تقدم بري على بورت مورسبي.
في هذه الأثناء، شرع القائد الأعلى للحلفاء في منطقة جنوب غرب المحيط الهادئ، الجنرال دوغلاس ماكارثر، في تطوير المطارات للدفاع عن بورت مورسبي، وضرب اليابانيين. حصلت أول هذه العمليات على الموافقة، وهي عملية بوسطن، في 20 مايو وخُطط لها في البداية لمنطقة ميناء أباو مولينز. حُدد لاحقًا ميلين باي ليكون الأفضل وأُرسلت قوة حامية على متن سفينة من بورت مورسبي في 22 يونيو. وفي 22 يونيو، أُذن بالتواجد في ميراوك، على الساحل الجنوبي لغينيا الجديدة الهولندية، لحماية الجناح الغربي. في 9 يونيو، شكك ماكارثر في الجنرال السير توماس بلومي، قائد القوات البرية المتحالفة، بشأن التدابير المتخذة للدفاع عن النهج البري من بونا. بدأ ماكارثر في التفكير في تطوير مطار في منطقة بونا. حط استطلاع أولي بواسطة طائرة مائية، في 10 و11 يوليو. حصلت قوة غينيا الجديدة (إن جي إف) على أمر بناء مطار، عملية بروفيدانس، في 17 يوليو، ولكن أُجلت لمدة سبعة أيام في 18 يوليو، وأُلغيت  بعد عمليات الهبوط اليابانية التي تلت ذلك بوقت قصير.